# 게오르크 도나투스 폰 헤센다름슈타트
게오르크 도나투스 폰 헤센다름슈타트(독일어: Georg Donatus von Hessen-Darmstadt, 본명: 게오르크 도나투스 빌헬름 니콜라우스 에두아르트 하인리히 카를(Georg Donatus Wilhelm Nikolaus Eduard Heinrich Karl), 1906년 11월 8일 ~ 1937년 11월 16일)는 독일의 옛 왕족이자 명목상 헤센 대공(재위: 1937년 10월 9일 ~ 1937년 11월 16일)이다.

## 생애
게오르크 도나투스는 독일 다름슈타트에서 헤센 대공국의 에른스트 루트비히 폰 헤센 대공과 엘레오노레 추 졸름호엔졸름리히 대공비의 장남으로 태어났다. 1918년 제1차 세계 대전에서 독일 제국이 패전하면서 독일의 모든 왕족들이 직위를 상실했고 게오르크 도나투스도 직위를 박탈당했다.
게오르크 도나투스는 1931년 2월 2일에 독일 다름슈타트에서 명목상 헤센 대공비인 그리스와 덴마크의 공주 체칠리아와 결혼했으며 1937년 5월 1일에는 아내와 함께 국가사회주의 독일 노동자당(나치당)에 입당했다. 1937년 10월 9일에 자신의 아버지였던 에른스트 루트비히가 사망하면서 명목상 헤센 대공이 되었다. 1937년 11월 16일 자신의 동생인 루트비히 폰 헤센다름슈타트(Ludwig von Hessen-Darmstadt)와 마거릿 캠벨 게데스(Margaret Campbell Geddes) 부부의 결혼식에 참석하기 위해 자신의 아내, 어머니, 두 아들과 함께 비행기를 타고 영국 런던으로 가던 도중에 비행기가 악천후로 인해 벨기에 오스텐더 근교에 위치한 공장의 굴뚝을 들이받고 추락하면서 탑승자 전원이 사망했다.

## 자녀
게오르크 도나투스는 그리스와 덴마크의 공주 체칠리아와의 사이에서 2남 1녀를 두었다.
| 사진 | 이름                     | 생일             | 사망                   | 기타                                          |
| ---- | ------------------------ | ---------------- | ---------------------- | --------------------------------------------- |
|      | 루트비히                 | 1931년 10월 25일 | 1937년 11월 16일 (6세) | 비행기 사고로 사망                            |
|      | 알렉산더                 | 1933년 4월 14일  | 1937년 11월 16일 (4세) | 비행기 사고로 사망                            |
|      | 요하나                   | 1936년 9월 20일  | 1939년 6월 14일 (2세)  | 집에 남겨져서 사고는 면했지만 수막염으로 사망 |
|      | 신원을 알 수 없는 사산아 | 1937년 11월 16일 | 1937년 11월 16일       | 비행기 사고로 사산                            |

## 참고 문헌
- Beéche, Arturo E.; Miller, Ilana D. (2020). 《The Grand Ducal House of Hesse》 (영어). Eurohistory. ISBN 978-1-944207-08-3.
- Brandreth, Gyles (2004). 《Philip and Elizabeth: Portrait of a Marriage》. London: Century. ISBN 0-7126-6103-4.
- Mateos Sainz de Medrano, Ricardo (2004). 〈Cecilia de Grecia, gran duquesa heredera de Hesse y del Rhin〉. 《La Familia de la Reina Sofía: La Dinastía griega, la Casa de Hannover y los reales primos de Europa》 (스페인어). Madrid: La Esfera de los Libros. 299–302쪽. ISBN 978-84-9734-195-0.
- Mitterrand, Frédéric (1999). 《Mémoires d'exil》 (프랑스어). Robert Laffont. 333쪽. ISBN 978-2-221-09023-7.
- Vickers, Hugo (2000). 《Alice: Princess Andrew of Greece》 (영어). Londres: Hamish Hamilton. 352쪽. ISBN 978-0-241-13686-7.